# 赵晓明 (1976年)
赵晓明（1976年—），山西汾西人，汉族，中华人民共和国政治人物、第十一届全国人民代表大会解放军代表。
毕业于石家庄陆军学院政治工作专业，是中共党员。於白求恩和平医院担任医生。2008年起担任全国人大代表。